# Drapeau de Sainte-Hélène

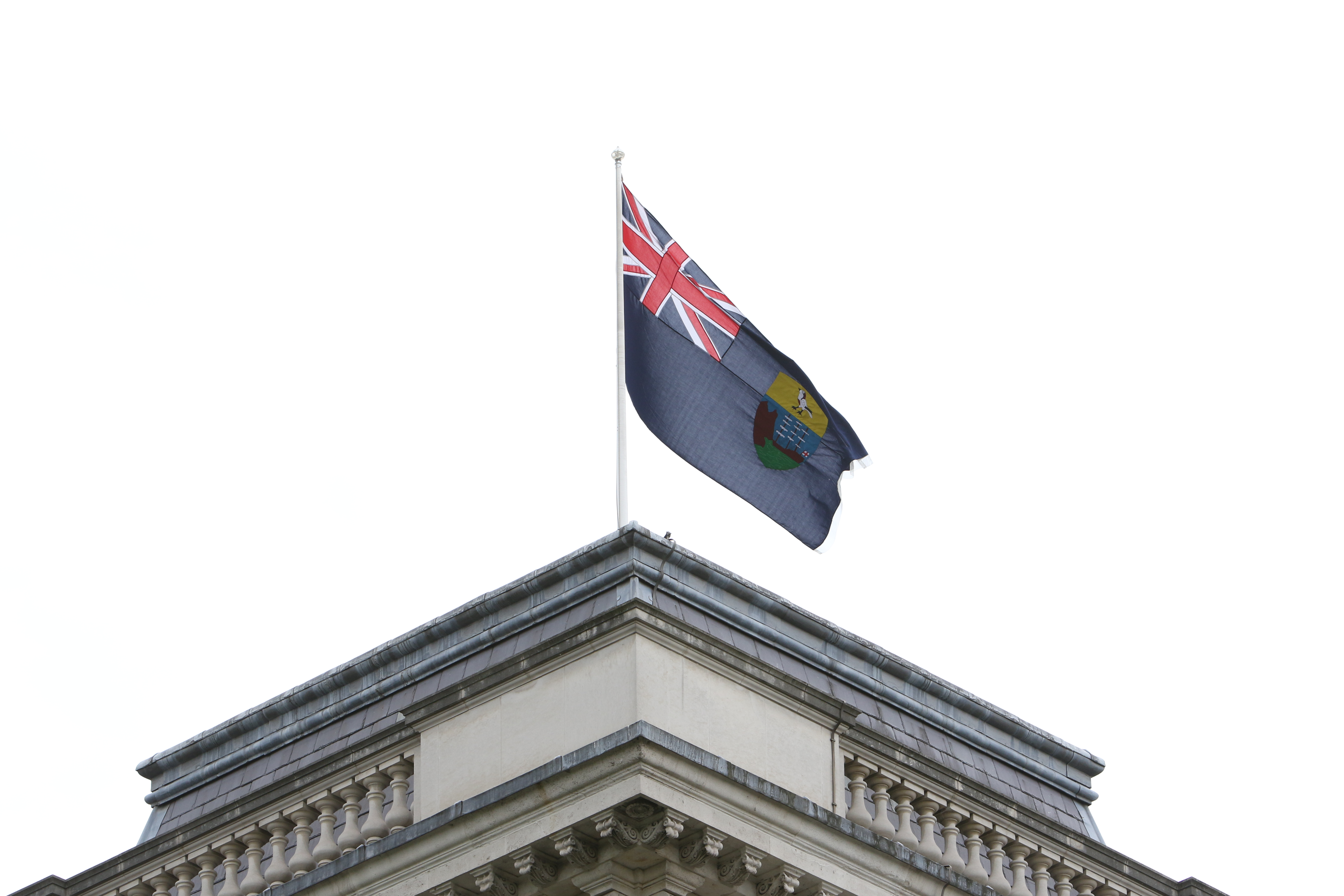
Drapeau au vent

Drapeau de 1874 à 1984

Drapeau du gouverneur

Le drapeau de Sainte-Hélène est adopté le 4 octobre 1984. 

## Description
Sur un fond bleu se trouve le drapeau du Royaume-Uni dans le quart supérieur gauche et le bouclier de Sainte-Hélène centré dans la moitié droite. Le bouclier représente une côte rocheuse et un trois-mâts.

## Historique
Le territoire britannique de Sainte-Hélène, Ascension et Tristan da Cunha ne possède pas dans sa constitution de drapeau. Même si la constitution du 1er septembre 2009 impose aux trois îles un statut égalitaire, on associe le drapeau du territoire par le drapeau de Sainte-Hélène, héritage de l'ancienne dénomination Sainte-Hélène et dépendances, en anglais Saint Helena and Dependencies.